# Nicasio de Aspe y Fullós
Nicasio de Aspe y Fullós (La Coruña, 27 de junio de 1927) fue un médico español del siglo XX. 

## Biografía
Nacido en una ilustre familia gallega de origen vasco. Era hijo del matrimonio formado por Leoncio de Aspe y Pagasartundúa, descendiente de Martín de Axpe y Zárate (1594-1640), y María Fullós y Rivera, hija del famoso naviero Salvador Fullós.
Fue un reconocido médico en La Coruña y Ponferrada, en su juventud de la Armada Española, y que por su fama en el ejercicio de su profesión llegó a ser secretario del dispensario antituberculoso de La Coruña, vicepresidente de la Real Academia de Medicina de Galicia y Asturias y del Colegio Médico de La Coruña. Además, fue un notable escritor, siempre bajo el pseudónimo de Alfonso S. Pilar.

## Familia
Se casó con la Ilma. Sra. Doña Adela Vaamonde y Castro. Ambos tuvieron siete hijos, Adela, Leoncio, María, Nicasio, Carlos, Josefa y Emilio de Aspe y Vaamonde, tres de ellos importantes figuras militares españolas.  